# 퀴디치
퀴디치(Quidditch)는 조앤 롤링의 《해리 포터》 시리즈에 등장하는 가상의 스포츠이다. 빗자루를 이용하며, 마법사들에게 큰 인기를 얻고 있는 게임이다.
소설 속 가상 스포츠이지만 이에 유래 받아 현실 스포츠 쿼드볼이 탄생했다. 소설에서처럼 똑같이 빗자루를 타고 다니지만 현실에서는 날지 못하기 때문에 달려다니며, 그밖의 기본규칙은 유사하다.

## 선수 종류
퀴디치는 한팀당 추격꾼 3명 + 몰이꾼 2명 + 파수꾼 1명 + 수색꾼 1명으로 구성된다.

### 추격꾼
추격꾼은 퀘이플을 가지고 3개의 골대 중 하나에 넣는 역할이다. 한 번 골대에 퀘이플을 넣을 때마다 10점을 얻는다.

### 파수꾼
축구로 따지면 골키퍼 같은 역할이다. 추격꾼들이 넣는 퀘이플을 막는게 역할이다.

### 몰이꾼
몰이꾼에게는 방망이가 한개씩 주어지며 방망이로 자기팀 선수에게 날아오는 블러저를 막거나 블러저를 상대팀 선수에게 날려 피해를 주는 역할을 한다.

### 수색꾼
골든 스니치를 잡는 역할이다. 골든 스니치를 잡으면 잡은 팀이 150점을 얻는 동시에 게임이 끝난다.

## 장비

### 공

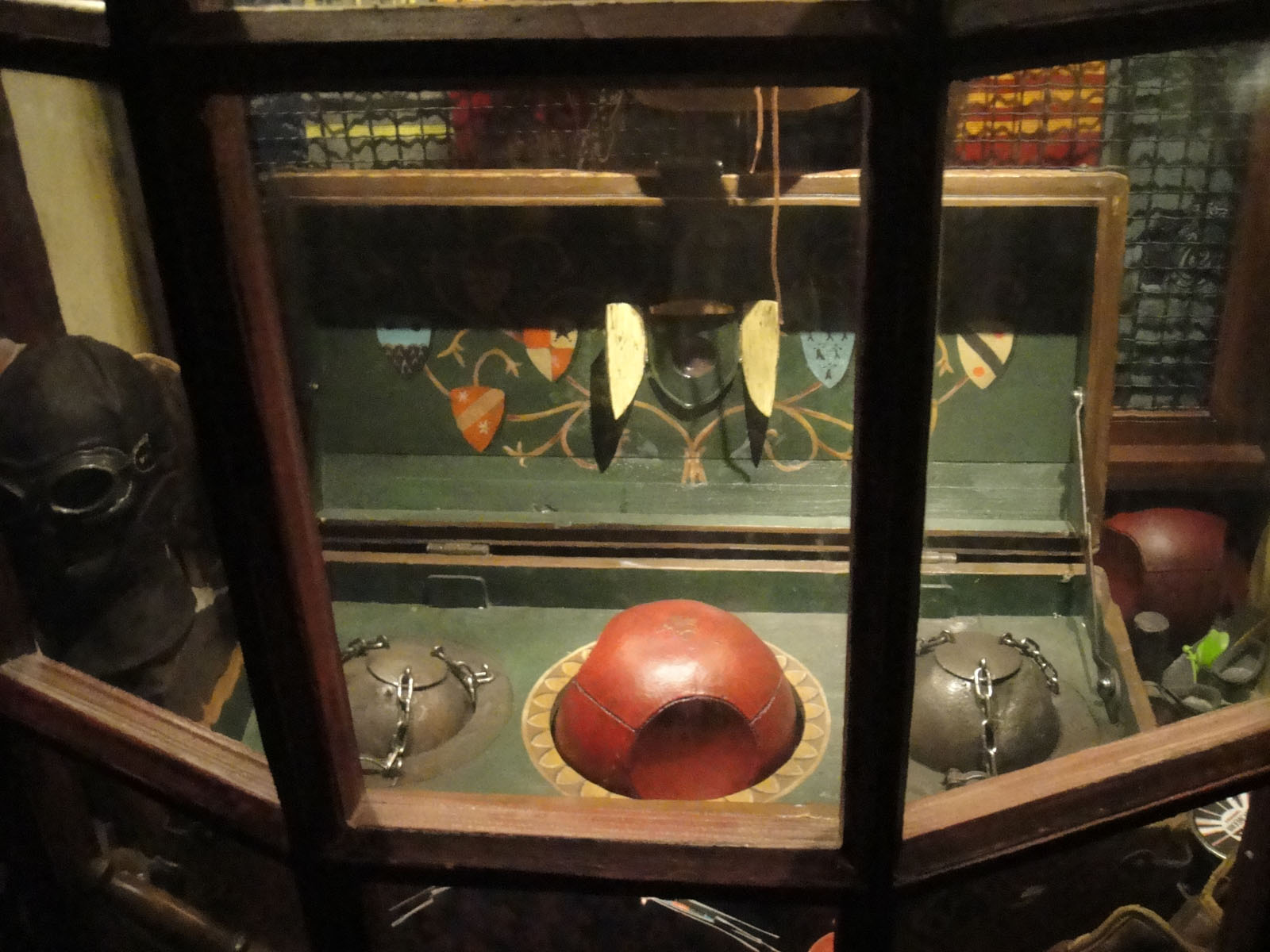

총 4개의 공이 사용된다.
퀘이플(Quaffle)빨간색의 가장 큰 지름 30cm짜리 가죽공으로 득점용 공이다. 퀘이플을 골대에 집어넣으면 10점을 득점한다.
블러저(Bludger)검은색의 지름 25cm 정도의 강철공으로 2개를 사용한다. 스스로 움직이며 가장 가까이 있는 선수를 향해 돌진해 선수를 떨어뜨리는 역할을 한다. 대개는 부상으로 끝나지만 최악의 경우 사망위험도 있다. 자신의 편 선수가 다치는 것을 막기 위해 몰이꾼들은 블러저를 상대편 쪽으로 쳐내야 한다.
골든 스니치(Golden Snitch)황금색의 가장 작은 지름 2.5cm짜리 공이다. 줄여서 스니치라고 부르기도 하며 황금색의 호두알만한 날개가 달린 공이다. 매우 빠르기 때문에 잡기 힘들며 수색꾼이 이 공을 잡으면 150점을 득점하며 경기가 끝나기 때문에 사실상 승패를 결정하는 가장 중요한 공이다. 보통 스니치를 잡은 쪽이 승리를 거둔다. 최초로 잡은 선수의 피부를 기억하기 때문에 만들때도 장갑을 끼고 만든다. 골든 스니치의 탄생은 고드릭 골짜기에서 마법사 대장장이 보먼 라이트가 최초의 골든 스니치를 만들어냈다.

### 기타 도구
빗자루(Broomstick)선수들과 심판이 타고 난다.
방망이(Bat)몰이꾼들이 지니며 이것으로 블러저를 쳐낸다. 마법이 걸려 있어 매우 단단하다.
장갑(Gloves)파수꾼이 낀다.
호루라기(Whistle)심판이 불어 경기 시작과 끝, 반칙 등을 나타낸다.

### 선수

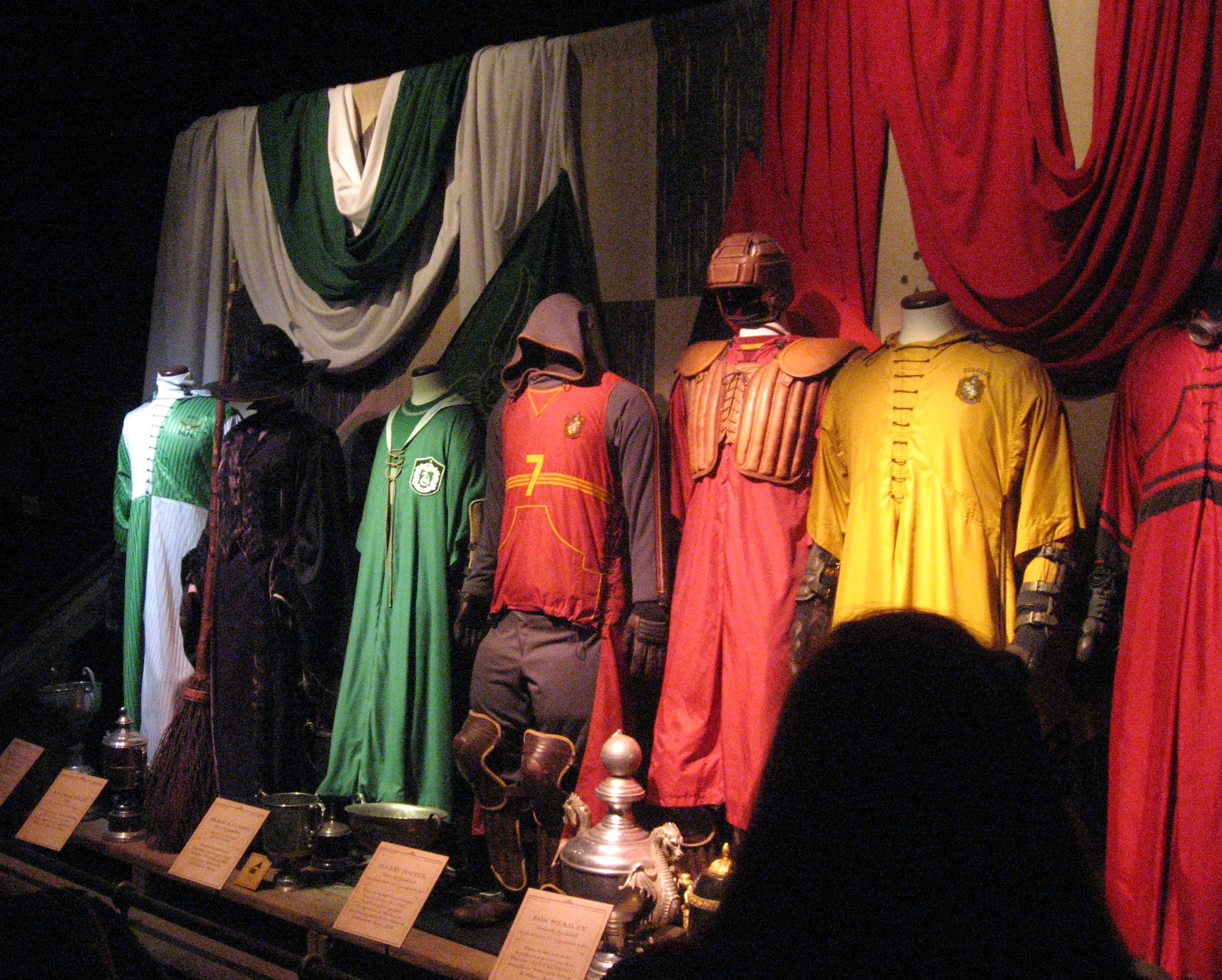

한 팀당 7명, 총 14명이 출전한다.
추격꾼(Chaser)퀘이플을 들고 상대방의 골대에 던져넣어 득점을 한다. 3명이 출전한다. 주로 몸이 날렵한 사람이 출전한다.
몰이꾼(Beater)방망이로 블러저가 자신의 편에게 해를 가하지 못하도록 블러저를 방망이로 상대편 쪽으로 쳐내는 역할이다. 2명이 출전한다. 주로 힘이 센 사람이 출전한다.
파수꾼(Keeper)3개의 골대를 지키면서 상대편이 퀘이플을 넣지 못하도록 막아내는 역할이다. 1명이 출전한다.
수색꾼(Seeker)스니치를 찾아 잡아내는 역할로, 수색꾼이 스니치를 잡아야 경기가 끝난다. 되도록 빗자루를 잘 타는 사람이 한다. 1명이 출전한다. 몸이 가볍고 빠른 선수가 출전한다. 가장 중요한 역할이기 때문에 상대편 선수들의 표적이 되기 쉽다.

### 경기장
경기장은 타원형이며 길이가 150미터, 폭이 55미터이다. 경기장 중앙에는 지름이 0.5미터 정도 되는 작은 원이 그려져있다. 골대는 둥근 고리모양으로 양 끝에 3개씩 있다.

## 경기 규칙

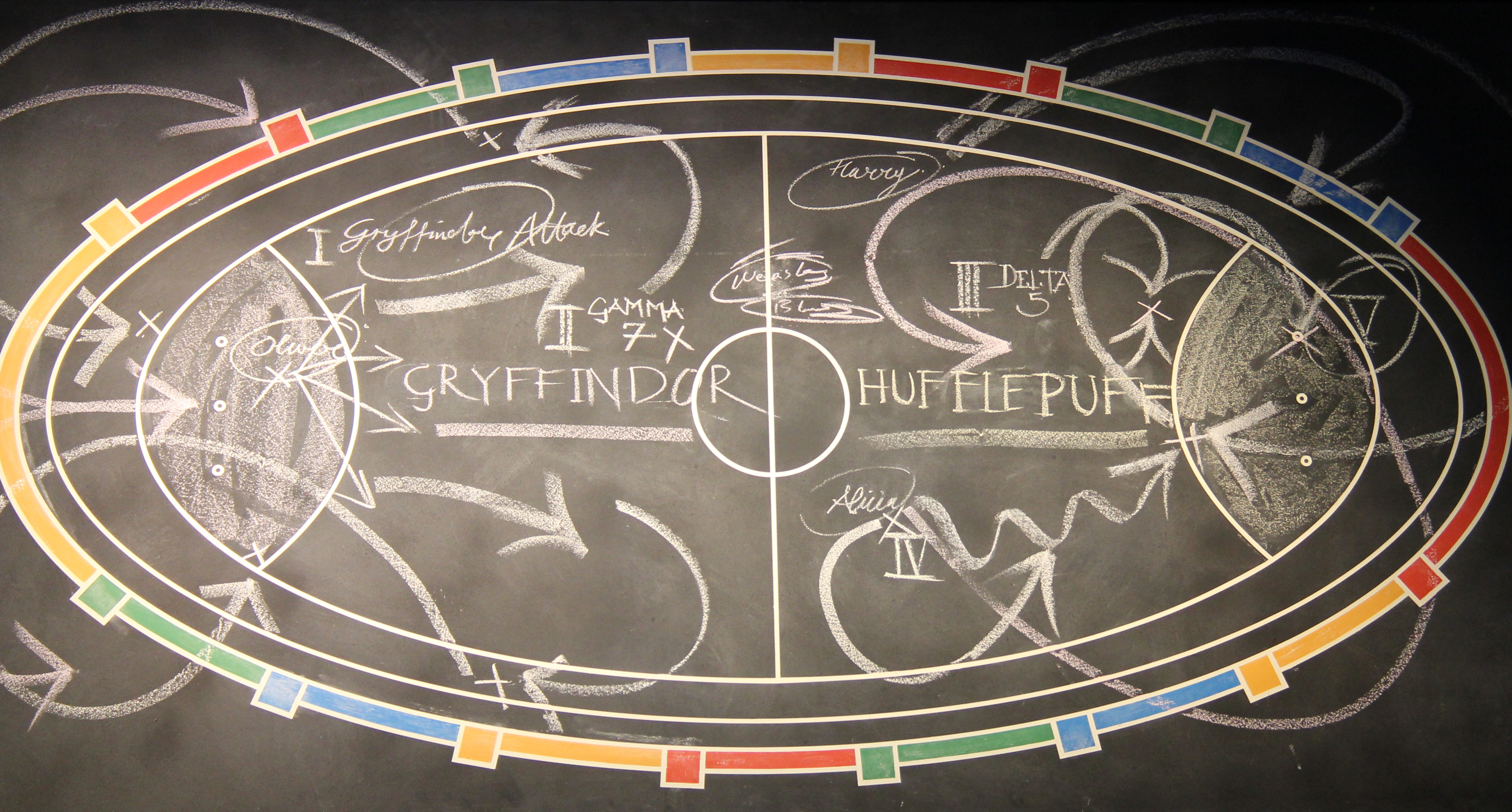

### 경기
- 심판이 네 개의 공을 가지고 이 중앙의 원으로 들어서면, 열네 명의 선수들이 그를 빙 둘러싸고 선다(영화에선 이와 달리 빗자루를 탄 상태로 대기했다).
- 공이 상자 밖으로 풀려나면 선수들은 곧장 하늘로 솟구치고 경기는 시작된다.
- 반칙을 범하면 상대팀에게 자유투가 주어진다.
- 퀘이플을 넣으면 10점이다.
- 수색꾼이 스니치를 잡으면 150점을 득점함과 동시에 경기가 끝난다.
- 경기는 수색꾼이 스니치를 잡지 못하면 영원히 계속한다. 최대기록은 3개월이라고 한다.

### 규칙
1750년에 마법 게임 및 스포츠부에서는 아래와 같은 규칙을 제정했다.
- 선수는 반드시 경기장의 정해진 테두리를 벗어나서는 안 된다. 만약 한 선수라도 경기장 밖으로 벗어나면, 그 선수가 속한 팀은 상대 팀에게 퀘이플을 넘겨 주어야만 한다.
- 팀의 주장은 심판에게 신호를 보내서 '타임 아웃'을 요청할 수 있다.
- 심판은 반칙한 팀에게 페널티를 줄 수 있다.
- 다른 선수가 가지고 있는 퀘이플은 얼마든지 빼앗을 수 있다. 하지만 어떤 상황에서도 다른 선수의 신체 부위를 만져서는 안 된다.
- 만약 어떤 선수가 부상을 당했다 하더라도, 다른 선수가 그 자리를 대신할 수는 없다. 그 팀은 부상당한 선수를 제외한 채, 시합을 계속 이어 나간다.
- 마법지팡이는 경기장 안으로 가지고 들어갈 수 있다. 하지만 어떤 상황에서도 마법지팡이를 상대 팀 선수나 빗자루, 심판 혹은 공이나 관중에게 사용해서는 안 된다.

### 반칙
마법 게임 및 스포츠 부의 기록에 따르면 반칙은 모두 700여가지나 되며, 반칙을 한 팀의 상대팀은 자유투 기회를 얻는다. 중요 반칙은 아래와 같다.
- 상대팀 선수를 고의로 치는 반칙
  - 블랫칭 (모든 선수) - 일부러 상대방 선수와 충돌하기 위해 돌진하는 행위
  - 코빙 (모든 선수) - 팔꿈치를 과하게 사용하는 행위
- 상대팀 선수의 진로를 고의로 막는 반칙
  - 블러징 (모든 선수) - 상대방 선수의 빗자루 꼬리를 고의적으로 붙잡아서 속력을 늦추거나 방해하는 행위
  - 블러팅 (모든 선수) - 빗자루를 일렬로 하고 진을 치는 등, 상대방 선수의 길을 막는 행위
- 득점과 관계된 반칙
  - 스투징 (추격꾼) - 두 명 이상의 추격꾼이 득점구역 안으로 들어가는 행위
  - 플랙킹 (파수꾼) - 퀘이플이 골을 향해 날아올 때, 몸으로 골대를 치거나 슬쩍 밀어내서 쿼플이 빗나가도록 하는 행위
  - 하버색킹 (추격꾼) - 퀘이플을 손에 그대로 쥔 채, 골대로 집어넣는 행위(퀘이플은 반드시 던져넣어야 함)
- 공과 관계된 반칙
  - 범핑 (몰이꾼) - 관중을 향해 고의적으로 블러저를 날림으로써, 경기요원이 관중을 보호하기 위해 달려가는 동안 경기를 중단하도록 만드는 행위
  - 스니치닢 (수색꾼을 제외한 모든 선수) - 수색꾼을 제외한 다른 선수들이 골든스니치를 만지거나 붙잡는 행위
  - 퀘이플 폭킹 (추격꾼) - 퀘이플을 함부로 손상시키는 행위

## 역사
퀴디치(Quidditch)는 마법사들이 가장 좋아하는 스포츠이다. 유럽의 마법사들은 기원후 962년경부터 빗자루를 이동수단으로 사용해왔고 여러 종류의 빗자루 경기를 즐겼는데, 그중 퀴디치는 11세기경 영국의 퀴어디치 마르쉬 지방에서 즐겼던 빗자루 경기가 발전된 것이다.
처음엔 가죽으로 만든 공(퀘이플)을 상대팀의 나무(골대)에 넣으면서 상대팀 선수를 떨어뜨리기 위해 바위를 던지는 것이 전부였다. 이것이 100여 년 동안 널리 전파되면서 바위는 블루더(블러저)란 공으로 발전하였다.
13세기 중반부터 퀴디치에 새로운 요소가 추가되었는데, 바로 '골든 스니치'와 사냥꾼(현대의 수색꾼)이 그것이다. 처음엔 '골든 스니젯'이라는 이름의 작은 새를 경기장에 풀어 스니젯을 죽이면 경기를 끝내는 방식을 이용하였다. 하지만 스니젯을 보호하자는 비난여론이 높아졌고 후에 보먼 라이트라는 이름의 마법사가 스니젯의 대용품으로 '골든 스니치'란 공을 발명하여서 지금까지 사용되고 있다.

## 퀴디치 리그

### 퀴디치 프로팀
마법 게임 및 스포츠부에서는 퀴디치 경기를 머글로부터 숨겨야 했기 때문에 해마다 열리는 경기의 횟수를 제한하고 있다. 아마추어 경기는 적당한 안전 수칙이 지켜지는 한 얼마든지 허용되고 있지만, 프로 퀴디치팀은 1674년 퀴디치 리그가 탄생된 이후로 그 횟수가 제한되어 있다. 1674년, 영국과 아일랜드에서는 가장 훌륭한 퀴디치팀 열세 팀이 선출되어 리그를 이루었고 다른 팀들은 모두 해산하라는 지시를 받았다. 열세 개의 프로팀은 해마다 리그 우승컵을 차지하기 위해 치열하게 경기를 벌이고 있다. 유럽 컵 대회는 1652년에 제정되어 3년에 한 번씩 개최되고 있다. 영국, 아일랜드, 불가리아, 프랑스, 독일, 룩셈부르크, 포르투갈, 폴란드등지에서 활약중인 유명 프로팀들이 이 대회에 참가하고 있다.
- 영국,  아일랜드의 퀴디치 프로팀
  - 몬트로즈 맥파이즈 (Montrose Magpies)
  - 발리캐슬 뱃츠 (Ballycastle Bats)
  - 시리필리 캐터펄츠 (Caerphilly Catapults)
  - 애플비 애로우즈 (Appleby Arrows)
  - 위그타운 원더러즈 (Wigtown Wanderers)
  - 윔본 와스프 (Wimbourne Wasps)
  - 처들리 캐논 (Chudley Cannons)
  - 켄마이어 케스트럴즈 (Kenmare Kestrels)
  - 터트실 토네이도즈 (Tutshill Tornados)
  - 폴마우스 팔콘즈 (Falmouth Falcons)
  - 푸들미어 유나이티드 (Puddlemere United)
  - 프라이드 오브 포트리 (Pride of Portee)
  - 홀리헤드 하피즈 (Holyhead Harpies)
  - 밴코리 뱅거스 (Banchory Bangers)
  - 반톤 (Barnton)
  - 일클레이 (Ilkley)
  - 노퍽 (Norfolk)

- 유럽의 퀴디치 프로팀
  -  불가리아 브라차 벌처스 (Vrasta Vultures)
  -  프랑스 키베롱 퀘이플펀처스 (Quiberon Quafflepunchers)
  -  독일 하이델베르크 해리어즈 (Heidelberg Harriers)
  -  룩셈부르크 비공빌 밤버스 (Bigonville Bombers)
  -  포르투갈 브라가 브룸플리트 (Braga Broomfleet)
  -  폴란드 그로지스크 고블린즈 (Grodzisk Goblins)
  -  리투아니아 고로독 가고일즈 (Gorodok Gargoyles)
  -  루마니아 트란실바니아 (Transylvania)
  -  노르웨이 카라쇼크 카이트 (Karasjok Kites)
  -  벨기에 플랜더스 (Flanders)

- 오세아니아의 퀴디치 프로팀
  -  뉴질랜드 마우토호라 마카우즈 (Moutohora Macaws)
  -  오스트레일리아 선델라라 선더러즈 (Thundelarra Thunderers)
  -  오스트레일리아 울런공 워리어즈 (Woollongong Warriors)

- 아프리카의 퀴디치 프로팀
  -  우간다 파통가 프라우드스틱스 (Patonga Proudsticks)
  -  토고 참바 차머스 (Tchamba Charmers)
  -  에티오피아 김비 자이언트 슬레이어즈 (Gimbi Giant-Slayers)
  -  탄자니아 숨바왕가 선레이즈 (Sumbawanga Sunrays)

- 아메리카의 퀴디치 프로팀
  -  캐나다 무즈 쥬 메테오리츠 (Moose Jaw Meteorites)
  -  캐나다 헤일리버리 해머즈 (Haileybury Hammers)
  -  캐나다 스톤 월 스토머즈 (Stonewall Stormers)
  -  미국/텍사스 스위트워터 올스타즈 (Sweetwater All-Stars)
  -  미국/매사추세츠 피츠버그 핀처스 (Fitchburg Finches)
  -  페루 타라포토 트리스키머즈 (Tarapoto Tree-Skimmers

## 월드컵
제1회 퀴디치 월드컵 대회는 1473년에 열렸는데, 여러 사정상의 이유로 유럽 국가들만 참가하였다. 첫 대회의 결승전인 트란실바니아 팀과 플랜더즈 팀의 경기는 역사상 가장 졸렬했던 시합으로 기억되고 있는데, 반칙 목록에 있는 700여가지의 반칙들이 모두 범해졌기 때문이다. (일각에선 마지막 40개 반칙은 모든 반칙을 다하기 위해서 일부러 했다는 주장이 있다.) 그 다음부터 월드컵은 4년마다 한번씩 열렸지만, 17세기 이전까지는 유럽 이외의 다른 지역 팀은 전혀 시합에 참가하지 않았다.

## 같이 보기
- 쿼드볼